# Jørgen Bjørnstad
Jørgen Bjørnstad (Oslo, 2 d'abril de 1894 – Oslo, 10 de juliol de 1942) va ser un gimnasta artístic noruec que va competir a començaments del segle xx.
El 1920 va prendre part en els Jocs Olímpics d'Anvers, on va guanyar la medalla de plata en el concurs per equips, sistema lliure del programa de gimnàstica.